# Albion (Illinois)
Pour les articles homonymes, voir Albion (homonymie).
La ville d’Albion est le siège du comté d’Edwards, dans l’État de l’Illinois, aux États-Unis. Sa population s’élevait à 1 988 habitants lors du recensement de 2010, estimée à 1 934 habitants en 2016.

## Démographie
Selon le recensement de 2000 du Bureau du recensement des États-Unis d'Amérique, il y a 1933 habitants dans la ville, 861 ménages et 538 familles. Sa densité de population est de 348,8 hab/km². 98,71 % de la population s'est identifié comme blanche, 0,16 % afro-américaine, 0,1 % amérindienne, 0,57 % d'origine asiatique, 0 % originaire des îles du Pacifique, 0,21 % d'un autre groupe ethnique, 0,26 % de deux ou plus groupes ethniques. 0,57 % de la population est hispanique (notion qui ne préjuge d'aucun groupe ethnique).
Parmi les 861 foyers, 26,7 % comptaient un ou des enfants de moins de 18 ans, 51,5 % étaient des couples mariés vivant ensemble, 9,5 % avaient un chef de famille féminin sans mari, et 37,4 % étaient des foyers non familiaux. 34,5 % des foyers étaient constitués d'un individu vivant seul et 19,4 % d'un individu seul de 65 ou plus. Le nombre moyen de personnes par foyer était de 2,2 et la famille moyenne comptait 2,82 membres. 
De toute la population de la ville, 21,6 % avaient moins de 18 ans, 7,3 % avaient entre 18 et 24 ans, 24 % de 25 à 44 ans, 22,8 % de 45 à 64 ans, et 24,3 % 65 ans et plus. L'âge médian était de 43 ans. Pour environ 100 femmes il y avait 83,7 hommes. Pour 100 femmes de 18 ans et plus, il y avait 80,3 hommes.

## Source
- (en) Cet article est partiellement ou en totalité issu de l’article de Wikipédia en anglais intitulé « Albion, Illinois » (voir la liste des auteurs).